# Kendung (Kwadungan)
Kendung is een bestuurslaag in het regentschap Ngawi van de provincie Oost-Java, Indonesië. Kendung telt 1634 inwoners (volkstelling 2010).